# Pseudosystenocentrus foveolatus
Genre
Espèce
Pseudosystenocentrus foveolatus, unique représentant du genre Pseudosystenocentrus, est une espèce d'opilions eupnois de la famille des Sclerosomatidae.

## Distribution
Cette espèce est endémique de Thaïlande.

## Publication originale
- Suzuki, 1985 : « A synopsis of the Opiliones of Thailand (Arachnida) II. Palpatores. » Steenstrupia, vol. 11, no 7, p. 209–257.